# Black Death
Black Death (br: Morte Negra) é um filme teuto-britânico de 2010, dos gêneros suspense e terror, dirigido por Christopher Smith e estrelado por Sean Bean, Eddie Redmayne e, Carice van Houten. O filme apresenta o tema de caça às bruxas no século XIV.

## Sinopse
O filme se passa em 1348 em uma Inglaterra medieval sob a peste negra. Osmund (Eddie Redmayne), um jovem monge, sem o conhecimento de seus irmãos, se apaixonou a uma jovem que se refugiou no mosteiro. Após a praga chegar ao mosteiro, ele acredita que o local não é mais seguro e a envia para casa. Ela pede a ele para se juntar a ela, mas ele recusa por causa de seus votos, após o que ela diz que vai esperá-lo nos pântanos por uma semana. Logo depois, Osmund reza que Deus lhe mostre um sinal para que ele quer se juntar a ela. Enquanto ele reza, um grupo de soldados entra na igreja à procura de um guia para uma vila não muito longe de onde seu amor, Avrill, espera por ele. Osmund considera isso como um sinal e se voluntaria para liderar o cavaleiro temido Ulric (Sean Bean) e seu bando de mercenários para uma aldeia remota em uma região pantanosa que permanece intocada pela peste negra. Sua missão é caçar um necromante, que de acordo com boatos, é capaz de trazer os mortos de volta à vida.

## Elenco
- Sean Bean como Ulric
- Eddie Redmayne como Osmund
- Carice van Houten como Langiva
- Kimberley Nixon como Averill
- David Warner como o abade
- John Lynch como Wolfstan
- Tim McInnerny como Hob
- Andy Nyman como Dalywag
- Johnny Harris como Mold
- Tygo Gernandt como Ivo
- Jamie Ballard como Griff
- Emun Elliott como Swire
- Daniel Steiner como o monge
- Nike Martens como Elena

## Produção
Black Death foi criado e produzido por Douglas Rae e Robert Bernstein em Londres Ecosse Films, com Phil Robertson, da Zephyr Films atuando como produtor físico. Como uma co-produção britânico-alemã, o filme foi financiado exclusivamente a partir da Alemanha, com Jens Meurer de Egoli Tossell Films atuando como co-produtor alemão.